# Майснер Натансон, Луиза
Луиза Майснер Натансон (англ. Louise Meiszner Nathanson; 24 августа 1924, Сент-Луис — 30 июня 2008, Рок-Айленд, штат Иллинойс) — американская пианистка и педагог.
Дочь музыкантов еврейского происхождения, эмигрировавших в США из Венгрии. С шестилетнего возраста училась в Будапеште у известного венгерского педагога Арнольда Секея. В 1938 г. вернулась в США, перед отъездом сыграв Первый фортепианный концерт Бетховена с оркестром под управлением Эриха Клейбера, получив восторженные отзывы будапештской прессы. Концертировала с различными американскими оркестрами, одновременно совершенствуя своё мастерство в Джульярдской школе. В 1945 году выиграла в Нью-Йорке Конкурс имени Левентритта.
В 1959 г. вышла замуж за бизнесмена Мартина Натансона и поселилась в городке Рок-Айленд, полностью отказавшись от музыкальной карьеры. Однако родившийся у неё в 1960 г. сын Кевин Натансон стал флейтистом (в дальнейшем преимущественно джазовым), и с начала 1970-х гг. Майснер Натансон начала аккомпанировать своему сыну, а заодно и другим музыкантам, приезжавшим в город. В дальнейшем преподавала в Августана-колледже в Рок-Айленде и Ривермонт-колледже в соседнем Беттендорфе.